# Globe d'or du meilleur acteur
 (juillet 2018).
Pour un article plus général, voir Globe d'or.
Le Globe d'or du meilleur acteur (Globo d'oro al miglior attore) est une récompense cinématographique italienne décernée chaque année, depuis 1966, par l'Associazione stampa estera in Italia (it).
En 2018, Gian Maria Volonté et Marcello Mastroianni détiennent le record de victoires avec cinq récompenses.

## Globe d'or du meilleur acteur

### Années 1966-1969
| Année | Acteur             | Film                                                                                              |
| ----- | ------------------ | ------------------------------------------------------------------------------------------------- |
| 1966  | Totò               | Des oiseaux, petits et gros (Uccellacci e uccellini)                                              |
| 1967  | non décerné        |                                                                                                   |
| 1968  | Gian Maria Volonté | À chacun son dû (A ciascuno il suo), Bandits à Milan (Banditi a Milano) et I sette fratelli Cervi |
| 1969  | Alberto Sordi      | Il medico della mutua                                                                             |

### Années 1970-1979
| Année | Acteur               | Film |
| ----- | -------------------- | --- |
| 1970  | Gian Maria Volonté   | Enquête sur un citoyen au-dessus de tout soupçon (Indagine su un cittadino al di sopra di ogni sospetto) |
| 1971  | Ugo Tognazzi         | La Califfa                                                                                               |
| 1972  | Gian Maria Volonté   | La classe ouvrière va au paradis (La classe operaia va in paradiso)                                      |
| 1973  | Giancarlo Giannini   | La Grosse Tête (Sono stato io!)                                                                          |
| 1974  | Vittorio Gassman     | Nous nous sommes tant aimés (C'eravamo tanto amati)                                                      |
| 1975  | non décerné          | |
| 1976  | Marcello Mastroianni | La Femme du dimanche (La donna della domenica), Vertiges (Per le antiche scale) et Todo modo             |
| 1977  | non décerné          | |
| 1978  | Marcello Mastroianni | Une journée particulière (Una giornata particolare)                                                      |
| 1979  | non décerné          | |

### Années 1980-1989
| Année | Acteur               | Film                                                    |
| ----- | -------------------- | ------------------------------------------------------- |
| 1980  | non décerné          |                                                         |
| 1981  | Alberto Sordi        | Moi et Catherine (Io e Caterina)                        |
| 1982  | Alberto Sordi        | Le Marquis s'amuse (Il marchese del Grillo)             |
| 1983  | Nino Manfredi        | Spaghetti House et Testa o croce                        |
| 1984  | Marcello Mastroianni | Henri IV, le roi fou (Enrico IV)                        |
| 1985  | Michele Placido      | Pizza Connection                                        |
| 1986  | Marcello Mastroianni | Ginger et Fred (Ginger e Fred) et Macaroni (Maccheroni) |
| 1987  | Gian Maria Volonté   | L'Affaire Aldo Moro (Il caso Moro)                      |
| 1988  | Nino Manfredi        | Selon Ponce Pilate (Secondo Ponzio Pilato)              |
| 1989  | Giancarlo Giannini   | 'o Re                                                   |

### Années 1990-1999
| Année                | Acteur                                            | Film                               |
| -------------------- | ------------------------------------------------- | ---------------------------------- |
| 1990                 | Gian Maria Volonté                                | Portes ouvertes (Porte aperte)     |
| 1991                 |                                                   |                                    |
| Marcello Mastroianni | Dans la soirée (Verso sera)                       |                                    |
| Fabrizio Bentivoglio | Americano rosso                                   |                                    |
| Carlo Delle Piane    | Condominio                                        |                                    |
| 1992                 |                                                   |                                    |
| Carlo Verdone        | Maledetto il giorno che t'ho incontrato           |                                    |
| Massimo Troisi       | Pensavo fosse amore... invece era un calesse      |                                    |
| Enrico Lo Verso      | Les Enfants volés (Il ladro di bambini)           |                                    |
| 1993                 |                                                   |                                    |
| Sergio Castellitto   | La Grande Citrouille (Il grande cocomero)         |                                    |
| Manuel Colao         | La Course de l'innocent (La corsa dell'innocente) |                                    |
| Maurizio Nichetti    | Stefano Quantestorie                              |                                    |
| 1994                 |                                                   |                                    |
| Silvio Orlando       | Sud                                               |                                    |
| Paolo Villaggio      | Il segreto del bosco vecchio                      |                                    |
| Nanni Moretti        | Journal intime (Caro diario)                      |                                    |
| 1995                 |                                                   |                                    |
| Roberto Benigni      | Le Monstre (Il mostro)                            |                                    |
| Kim Rossi Stuart     | L'Otage (Cuore cattivo)                           |                                    |
| Silvio Orlando       | La scuola                                         |                                    |
| 1996                 |                                                   |                                    |
| Alessandro Haber     | Cervellini fritti impanati                        |                                    |
| Alessandro Benvenuti | Ivo il tardivo                                    |                                    |
| Paolo Rossi (it)     | Silenzio si nasce                                 |                                    |
| 1997                 |                                                   |                                    |
| Leonardo Pieraccioni | Il ciclone                                        |                                    |
| Massimo Ghini        | Il carniere                                       |                                    |
| Giancarlo Giannini   | La frontiera                                      |                                    |
| Sergio Castellitto   | Hotel paura                                       |                                    |
| Fabrizio Bentivoglio | Testimone a rischio                               |                                    |
| 1998                 | Roberto Benigni                                   | La vie est belle (La vita è bella) |
| 1999                 | Giancarlo Giannini                                | Milonga                            |

### Années 2000-2009
| Année                | Acteur                                                                  | Film |
| -------------------- | ----------------------------------------------------------------------- | ---- |
| 2000                 |                                                                         |      |
| Leo Gullotta         | Un uomo perbene                                                         |      |
| Gianni Cavina        | La via degli angeli                                                     |      |
| Sergio Castellitto   | Libero Burro                                                            |      |
| 2001                 |                                                                         |      |
| Stefano Accorsi      | Tableau de famille (Le fate ignoranti)                                  |      |
| Diego Abatantuono    | Concurrence déloyale (Concorrenza sleale)                               |      |
| Roberto Herlitzka    | L'ultima lezione                                                        |      |
| Luigi Lo Cascio      | Les Cent pas (I cento passi)                                            |      |
| 2002                 |                                                                         |      |
| Sergio Castellitto   | Le Sourire de ma mère (L'ora di religione)                              |      |
| Luigi Lo Cascio      | * 2002 : Le Plus Beau Jour de ma vie (Il più bel giorno della mia vita) |      |
| Silvio Orlando       | Le Conseil d'Égypte (Il consiglio d'Egitto)                             |      |
| 2003                 |                                                                         |      |
| Filippo Nigro        | La Fenêtre d'en face (La finestra di fronte)                            |      |
| Giorgio Albertazzi   | L'avvocato de Gregorio                                                  |      |
| Fabrizio Bentivoglio | Souviens-toi de moi (Ricordati di me)                                   |      |
| Ernesto Mahieux      | L'Étrange Monsieur Peppino (L'imbalsamatore)                            |      |
| 2004                 |                                                                         |      |
| Carlo Verdone        | L'amore è eterno finché dura                                            |      |
| Luigi Lo Cascio      | Nos meilleures années (La meglio gioventù)                              |      |
| Sergio Castellitto   | À corps perdus (Non ti muovere)                                         |      |
| 2005                 |                                                                         |      |
| Kim Rossi Stuart     | Les Clefs de la maison (Le chiavi di casa)                              |      |
| Alessio Boni         | Une fois que tu es né (Quando sei nato non puoi più nasconderti)        |      |
| Fabio Volo           | Quelqu'un de bien (La febbre)                                           |      |
| 2006                 |                                                                         |      |
| Alessio Boni         | Arrivederci amore, ciao                                                 |      |
| Silvio Orlando       | Le Caïman (Il caimano)                                                  |      |
| Giorgio Faletti      | Notte prima degli esami                                                 |      |
| 2007                 |                                                                         |      |
| Raoul Bova           | Io, l'altro                                                             |      |
| Valerio Mastandrea   | Bus de nuit (Notturno Bus)                                              |      |
| Giorgio Pasotti (it) | L'aria salata                                                           |      |
| 2008                 |                                                                         |      |
| Lando Buzzanca       | I Vicerè                                                                |      |
| Elio Germano         | Nessuna qualità agli eroi                                               |      |
| Toni Servillo        | La Fille du lac (La ragazza del lago)                                   |      |
| 2009                 |                                                                         |      |
| Toni Servillo        | Gomorra                                                                 |      |
| Libero De Rienzo     | Fortapàsc                                                               |      |
| Antonio Albanese     | Questione di cuore                                                      |      |

### Années 2010-2019
| Année                    | Acteur                                                | Film |
| ------------------------ | ----------------------------------------------------- | ---- |
| 2010                     |                                                       |      |
| Christian De Sica        | Il figlio più piccolo                                 |      |
| Pierfrancesco Favino     | Ce que je veux de plus (Cosa voglio di più)           |      |
| Valerio Mastandrea       | La prima cosa bella                                   |      |
| 2011                     |                                                       |      |
| Raoul Bova               | Nessuno mi può giudicare                              |      |
| Elio Germano             | La nostra vita                                        |      |
| Toni Servillo            | Un tigre parmi les singes (Gorbaciof)                 |      |
| 2012                     |                                                       |      |
| Elio Germano             | Magnifica presenza                                    |      |
| Adriano Giannini         | Sandrine nella pioggia                                |      |
| Valerio Mastandrea       | Piazza Fontana (Romanzo di una strage)                |      |
| 2013                     |                                                       |      |
| Alessandro Gassmann      | Razzabastarda                                         |      |
| Aniello Arena            | Reality                                               |      |
| Luca Marinelli           | Chaque jour que Dieu fait (Tutti i santi giorni)      |      |
| Valerio Mastandrea       | Les Équilibristes (Gli equilibristi)                  |      |
| Toni Servillo            | La grande bellezza                                    |      |
| 2014                     |                                                       |      |
| Antonio Albanese         | L'Intrépide (\|L'intrepido)                           |      |
| Giuseppe Battiston       | Zoran, il mio nipote scemo                            |      |
| Fabrizio Bentivoglio     | Les Opportunistes (Il capitale umano)                 |      |
| Alessandro Roja (it)     | Song'e Napule                                         |      |
| Filippo Timi             | I corpi estranei                                      |      |
| 2015                     |                                                       |      |
| Luca Zingaretti          | Perez.                                                |      |
| Diego Bianchi            | Arance e martello                                     |      |
| Gianni Di Gregorio       | Bons à rien (Buoni a nulla)                           |      |
| Fabrizio Ferracane       | Les Âmes noires' (Anime nere)                         |      |
| Francesco Scianna        | Latin Lover                                           |      |
| 2016                     |                                                       |      |
| Elio Germano             | Alaska                                                |      |
| Giuseppe Battiston       | Perfetti sconosciuti                                  |      |
| Libero De Rienzo         | La macchinazione                                      |      |
| Giorgio Panariello       | Uno per tutti                                         |      |
| Claudio Santamaria       | On l'appelle Jeeg Robot (Lo chiamavano Jeeg Robot)    |      |
| 2017                     |                                                       |      |
| Renato Carpentieri       | La tenerezza                                          |      |
| Stefano Accorsi          | Veloce come il vento                                  |      |
| Carlo Delle Piane        | Chi salverà le rose?                                  |      |
| Luca Marinelli           | Il padre d'Italia                                     |      |
| Michele Riondino         | L'Affranchie (La ragazza del mondo)                   |      |
| 2018                     |                                                       |      |
| Luca Marinelli (ex æquo) | Une affaire personnelle (Una questione privata)       |      |
| Toni Servillo (ex æquo)  | La Fille dans le brouillard (La ragazza nella nebbia) |      |
| Claudio Santamaria       | Brutti e cattivi                                      |      |
| Massimo Popolizio (it)   | Sono tornato                                          |      |
| Giuliano Montaldo        | Tutto quello che vuoi                                 |      |

## Sources
- (it) Cet article est partiellement ou en totalité issu de l’article de Wikipédia en italien intitulé « Globo d'oro al miglior attore » (voir la liste des auteurs).